# Volucella matsumurai
Volucella matsumurai är en tvåvingeart som beskrevs av Han och Choi 2001. Volucella matsumurai ingår i släktet humleblomflugor, och familjen blomflugor. Inga underarter finns listade i Catalogue of Life.